# Facultad de Información y Medios Audiovisuales (UB)
La Facultad de Información y Medios Audiovisuales (Facultat d'Informació i Mitjans Audiovisuals, en catalán)  es una de las facultades de la Universidad de Barcelona.
A pesar de su la larga tradición, los estudios de Biblioteconomía no fueron reconocidos oficialmente por el Ministerio de Educación y Ciencia hasta 1978, año en que se en que se publica el decreto de creación en todo el Estado. En gran parte, este hecho fue resultado de la tarea del colectivo bibliotecario catalán por el reconocimiento oficial de esta profesión, para la cual no existía formación reglada pública.
El 1981 se publican las directrices de planes de estudios para las escuelas de Biblioteconomía y Documentación del Estado. Al año siguiente, la Escuela, que había elaborado el borrador de directrices, obtuvo el rango de escuela universitaria, y fue adscrita, para los asuntos académicos, en la Universidad de Barcelona. El Ministerio de Educación y Ciencia, en reconocimiento a su tarea, la honró con la concesión de la Corbata de la Orden Civil de Alfonso X el Sabio.
El julio de 1997, la Diputación de Barcelona, la Universitat de Barcelona, y el Comisionado para Universidades e Investigación de la Generalidad de Cataluña firmaron los convenios que establecían la integración gradual de la Escuela en la Universitat de Barcelona y la creación de un centro propio de la misma Universidad (hecho que aconteció en enero de 1999).
La demanda de un segundo ciclo en los estudios de Biblioteconomía y Documentación se cristalizó en 1992 con la aprobación oficial de la licenciatura en Documentación. Con la incorporación de los estudios de segundo ciclo la Escuela inició su proceso de transformación en Facultad, que culminó el agosto de 1999. Creó el primer programa de doctorado el curso 2000–01, al cual se añadió la Universitat Autònoma de Barcelona dos cursos después. Desde 2012, también ofrece el grado de Comunicación Audiovisual.

## Estudios
En 2016 la Facultad impartía, en el marco del Espacio Europeo de Enseñanza Superior, dos titulaciones de grado, cuatro de máster y un programa de doctorado:
- Grado de Información y Documentación
- Grado de Comunicación Audiovisual
- Doble titulación InfoCom
- Doctorado de Información y Documentación
- Máster universitario de Gestión de Contenidos Digitales
- Máster universitario de Gestión y dirección de Bibliotecas y Servicios de Información
- Máster universitario de Biblioteca Escolar y Promoción de la Lectura
- Máster universitario de Bibliotecas y Colecciones Patrimoniales

Más allá de los estudios oficiales, la Facultad dispone de varios títulos propios o no reglados:
- Posgrado de Librería

## Publicaciones
La Facultad publica la revista electrónica de investigación BiD: textos universitaris de Biblioteconomia i Documentació, de periodicidad semestral e indexada en Scopus desde 2012. Semanalmente publica un boletín electrónico de noticias y hasta 2011 publicaba el boletín informativo Full dels dijous, de periodicidad semanal.
Por otro lado, la Facultat ha editado algunas monografías y publica asimismo textos e imágenes de diversos actos académicos que tienen lugar en su recinto.

## Premios y reconocimientos
- 1982: Corbata de la Orden Civil de Alfonso el Sabio, otorgada por el Ministerio de Educación y Ciencia.
- 2015: Creu de Sant Jordi «en el marco del Año de les Bibliotecas, que coincide con el centenario de la creación de la Red de Bibliotecas Populares de la Mancomunidad de Cataluña y de la Escuela Superior de Bibliotecarias, de la cual la Facultad es heredera, por la continuidad de unos estudios bien implicados en la transformación de una profesión que ha sabido adaptarse a las necesidades de la sociedad».[5][6]